# Панфілово (Грязовецький район)
Панфі́лово (рос. Панфилово) — присілок у складі Грязовецького району Вологодської області, Росія. Входить до складу Юровського сільського поселення.

## Населення
Населення — 251 особа (2010; 254 у 2002).
Національний склад (станом на 2002 рік):
- росіяни — 99 %